# Центр міжнародних та порівняльних досліджень
Центр міжнаро́дних та порівня́льних дослі́джень (англ. Center for International and Comparative Studies) — загальноукраїнська громадська організація, покликана аналізувати події та виробляти рекомендації в сфері міжнародних відносин.

## Завдання
Відповідно до статуту основними завданнями Центру є:
- вивчення сучасних міжнародних процесів, їхнього впливу на державний розвиток України;
- аналіз ефективності діяльності державних органів, відповідальних за здійснення зовнішньої політики України;
- розвиток зв'язків із зарубіжними аналітичними центрами;

Свою діяльність Центр провадить через організацію конференцій, семінарів, прес-конференцій та публікацію статей у національних та закордонних виданнях.

## Керівний склад
- Кожара Леонід Олександрович — Президент Центру, Надзвичайний і Повноважний Посол України в Королівстві Швеція (2002—2004 рр.), народний депутат України 5-го, 6-го та 7-го скликань, заступник голови Комітету у закордонних справах в 2007 - 2012 роках, Міністр закордонних справ з 24 грудня 2012 року.
- Орел Анатолій Костянтинович — Генеральний директор Центру, Надзвичайний і Повноважний Посол України в Італійській Республіці, Надзвичайний і Повноважний Посол України на Мальті за сумісництвом (1992—1997 рр.), заступник Глави  Адміністрації Президента України — Керівник Головного управління з питань зовнішньої політики Адміністрації Президента України (1999—2004 рр.).

## Діяльність Центру
Центр розпочав працювати у жовтні 2008. Центр провів міжнародні конференції в Україні (Київ, Львів, Одеса) та за кордоном (Брюссель, Берлін):
- «Україна у світі, що змінюється: шляхи забезпечення безпеки країни», (м. Київ) 14 листопада 2008
- «Європейська інтеграція України та відносини з Росією: виклик чи взаємосумісність», (м. Львів) 30 січня 2009
- «Черноморский регион: вызовы сотрудничеству», (м. Одеса) 27 травня 2009
- «Розбудова спільного простору безпеки в Європі на засадах співробітництва», (Брюссель)28 квітня 2009
- «Взаємодія у трикутнику Україна- Росія — ЄС: чи є можливою синергія?», (Львів) 15 червня 2010
- «ЄС — Росія — Україна: нові модальності розвитку», (Львів) 4 березня 2011
- «Толерантність та протидія політичному екстремізму: міжнародний та український досвід», (Київ)16 березня 2011
- «Европейский Союз перед испытаниями: последствия для Украины и России», (Київ) 15 грудня 2011
- «Світова криза: де порятунок України?», (Київ) 11 грудня 2012

Участь в конференціях на запрошення Центру беруть відомі політики з України, Німеччини, США, Росії, Італії. За останні роки учасниками конференцій, круглих столів та прес-конференцій були: Прем'єр-міністр України Микола Азаров, Голова Європейського Парламенту Мартін Шульц, голова групи «Прогресивного альянсу соціалістів та демократів» в Європарламенті Ханнес Свобода, голова групи міжпарламентського співробітництва Україна — ЄС Павел Коваль, голова комітету з міжнародних справ Держдуми РФ Олексій Пушков, голова неурядової організації «Проект для перехідних демократій» Брюс Джексон, Надзвичайний і Повноважний Посол США в Україні Джон Теффт.

## Партнери
Партнерами Центру є закордонні видання та організації:
- U.S.-Ukraine Business Council (USUBC)
- Італійський геополітичний журнал «Limes»
- Deutsche Gesellschaft für Auswärtige Politik
- Журнал «Россия в глобальной политике»